# Райкин, Макс Ицикович
Макс Ицикович Райкин (псевдоним Максим Максимов; 8 февраля 1927, Ленинград, СССР — 20 июля 1999, Москва, Россия) — советский артист эстрады и киноактёр. Выступал в дуэте с актёром Владимиром Ляховицким.
Брат народного артиста СССР Аркадия Райкина.

## Биография
В 1950 году окончил Ленинградский театральный институт имени А. Н. Островского. Актёр Ленинградского театра миниатюр в 1952—1980 годах. С 1961 года выступал также на эстраде под псевдонимом Максим Максимов (в 1961—1989 годах — в дуэте с Владимиром Ляховицким, в том числе в 1980—1989 годах под эгидой Москонцерта). После отъезда Ляховицкого в Германию продолжил самостоятельные выступления с миниатюрами и баснями собственного сочинения, часть из которых вошла в посмертно изданную книгу «Про то, про это» (1999).
Похоронен на Ваганьковском кладбище.
В 1927—1942 годах жил с родителями на Троицкой улице (ныне Улица Рубинштейна), дом № 23, кв. 79.

## Семья
- Жена — Марина Михайловна Райкина, дочь дипломата и кинодраматурга Михаила Савельевича Шапрова (настоящая фамилия Шапиро, 1906 — после 1981)[6].
  - Сын — Андрей Максович Райкин, радиожурналист, шеф-редактор Службы информационного вещания телеканала «Культура».

## Театр и эстрада

### Ленинградский театр миниатюр(1952—1980)
- Люди и манекены (1974)

### Эстрада в Москве (1980—1999)
- «На Баха» (миниатюра)
- «Задушевно» (миниатюра)

## Фильмография
- 1967 — Аркадий Райкин. Адрес: Театр (фильм-спектакль)
- 1967 — Аркадий Райкин (документальный)
- 1975 — Люди и манекены
- 1979 — Летучая мышь — эпизод

### Озвучивание

#### Компьютерные игры
- 1996 — Вундеркинд Плюс — жители Вундеркиндии, рассказчик[7]